# BMW F 850 GS Adventure
La BMW F850 GS Adventure è una motocicletta prodotta dalla casa motociclistica tedesca BMW Motorrad dal 2021 fino al 2024, rientrando nel segmento delle enduro stradali.

## Dati tecnici principali
La BMW F 850 GS Adventure è dotata di un motore motore bicilindrico a quattro tempi raffreddato ad acqua con quattro valvole per cilindro, ha due alberi a camme in testa e la lubrificazione a carter secco. L'alesaggio è di 84 mm e la corsa di 77 mm, con un regime massima di rotazione pari a 9000 giri. 
Con una potenza di 95CV a 8250 giri/min e 92Nm a 6250 giri/min , questa moto è pronta a soddisfare anche i piloti più esigenti. 
Il telaio è a ponticello in acciaio a forma di guscio che garantisce una stabilità senza pari, mentre le forcelle telescopiche a steli rovesciati da Ø 43 mm all'anteriore e un forcellone oscillante a doppio braccio in alluminio, direttamente collegato all'ammortizzatore centrale WAD con precarico molla regolabile idraulicamente assicurano una guida confortevole su qualsiasi terreno. 
I freni si affidano ad una coppia di dischi flottanti da Ø 305mm, morsi da pinze Brembo flottanti a 2 pistoncini all'anteriore e da un disco singolo da Ø 265mm morso da una pinza, anch'essa Brembo, flottante ad 1 pistoncino al posteriore, offrono una frenata potente e sicura in qualsiasi situazione, grazie anche all'abs di BMW, che è uno dei più sviluppati sul mercato.

## Design ed estetica
L'estetica della BMW F 850 GS Adventure cattura lo sguardo con linee fluide e aggressive, incarnando la perfetta fusione tra forma e funzione. Il serbatoio slanciato, i carenaggi sinuosi e il faro asimmetrico conferiscono a questa moto un aspetto unico e inconfondibile. 
La sella ergonomica assicura comfort anche durante lunghe percorrenze, mentre i dettagli di design riflettono l'attenzione ai minimi particolari come BMW è abituata a fare.

## Tecnologie
La BMW F 850 GS Adventure non è solo bellezza esteriore. Con tecnologie all'avanguardia come:
- Display a colori TFT da 6,5" incl. Connectivity - di serie
- BMW Motorrad ABS Pro - di serie
- 2 riding mode - di serie
- Faro a led - di serie
- Indicatori di direzione a led - di serie
- Dynamic ESA (regolazione elettronica dell'assetto) - optional
- Luce diurna a led - optional
- Fari supplementari a led - optional
- Cambio elettronico - optional
- Keyless Ride - optional
- Controllo elettronico della pressione degli pneumatici - optional
- Chiamata di emergenza intelligente - optional

questa moto offre una guida sicura e coinvolgente. I sistemi di assistenza alla guida e le modalità di guida selezionabili consentono di adattare la moto a ogni situazione.

## Scheda tecnica
| Caratteristiche tecniche - BMW F 850 GS Adventure                                                                            | Caratteristiche tecniche - BMW F 850 GS Adventure | Caratteristiche tecniche - BMW F 850 GS Adventure | Caratteristiche tecniche - BMW F 850 GS Adventure | Caratteristiche tecniche - BMW F 850 GS Adventure | Caratteristiche tecniche - BMW F 850 GS Adventure |
| Dimensioni e pesi | Dimensioni e pesi | Dimensioni e pesi | Dimensioni e pesi | Dimensioni e pesi | Dimensioni e pesi |
| --- | --- | --- | --- | --- | --- |
| Ingombri (lungh.×largh.×alt.)                                                                                                | 2300 × 939 × 1437 mm | 2300 × 939 × 1437 mm | 2300 × 939 × 1437 mm | 2300 × 939 × 1437 mm | 2300 × 939 × 1437 mm |
| Altezze | Sella: 805-890 mm | Sella: 805-890 mm | Sella: 805-890 mm | Sella: 805-890 mm | Sella: 805-890 mm |
| Interasse: 1593 mm | Interasse: 1593 mm | Massa a vuoto: | Massa a vuoto: | Serbatoio: 23L | Serbatoio: 23L |
| Meccanica | | | | | |
| Tipo motore: Bicilindrico in linea 4 tempi                                                                                   | Tipo motore: Bicilindrico in linea 4 tempi | Tipo motore: Bicilindrico in linea 4 tempi | Tipo motore: Bicilindrico in linea 4 tempi | Raffreddamento: A liquido | Raffreddamento: A liquido |
| Cilindrata | 853 cm³ (Alesaggio 84 × Corsa 77 mm) | 853 cm³ (Alesaggio 84 × Corsa 77 mm) | 853 cm³ (Alesaggio 84 × Corsa 77 mm) | 853 cm³ (Alesaggio 84 × Corsa 77 mm) | 853 cm³ (Alesaggio 84 × Corsa 77 mm) |
| Distribuzione: 8 valvole | Distribuzione: 8 valvole | Distribuzione: 8 valvole | Alimentazione: iniezione/Gestione elettronica digitale (BMS-K) | Alimentazione: iniezione/Gestione elettronica digitale (BMS-K) | Alimentazione: iniezione/Gestione elettronica digitale (BMS-K) |
| Potenza: 95 CV a 8250 giri/min 48 CV a 6500 giri/min in versione per patente A2                                              | Potenza: 95 CV a 8250 giri/min 48 CV a 6500 giri/min in versione per patente A2 | Coppia: 92 Nm a 6250 giri/min 63 Nm a 4500 giri/min in versione per patente A2 | Coppia: 92 Nm a 6250 giri/min 63 Nm a 4500 giri/min in versione per patente A2 | Rapporto di compressione: 12,7 : 1 | Rapporto di compressione: 12,7 : 1 |
| Frizione: A dischi multipli in bagno d'olio ad azionamento meccanico                                                         | Frizione: A dischi multipli in bagno d'olio ad azionamento meccanico | Frizione: A dischi multipli in bagno d'olio ad azionamento meccanico | Cambio: A 6 rapporti ad innesti frontali integrato nel basamento motore | Cambio: A 6 rapporti ad innesti frontali integrato nel basamento motore | Cambio: A 6 rapporti ad innesti frontali integrato nel basamento motore |
| Accensione | Elettronica | Elettronica | Elettronica | Elettronica | Elettronica |
| Trasmissione | Catena continua O-ring con parastrappi nel mozzo ruota posteriore | Catena continua O-ring con parastrappi nel mozzo ruota posteriore | Catena continua O-ring con parastrappi nel mozzo ruota posteriore | Catena continua O-ring con parastrappi nel mozzo ruota posteriore | Catena continua O-ring con parastrappi nel mozzo ruota posteriore |
| Avviamento | Elettrico | Elettrico | Elettrico | Elettrico | Elettrico |
| Ciclistica | | | | | |
| Telaio | Telaio ponticello in acciaio a forma di guscio | Telaio ponticello in acciaio a forma di guscio | Telaio ponticello in acciaio a forma di guscio | Telaio ponticello in acciaio a forma di guscio | Telaio ponticello in acciaio a forma di guscio |
| Sospensioni | Anteriore: Forcella telescopica a steli rovesciati, Ø 43 mm / Posteriore: Forcellone oscillante a doppio braccio in alluminio, direttamente collegato all'ammortizzatore centrale WAD, precarico molla regolabile idraulicamente, ammortizzatore a stadi regolabile | Anteriore: Forcella telescopica a steli rovesciati, Ø 43 mm / Posteriore: Forcellone oscillante a doppio braccio in alluminio, direttamente collegato all'ammortizzatore centrale WAD, precarico molla regolabile idraulicamente, ammortizzatore a stadi regolabile | Anteriore: Forcella telescopica a steli rovesciati, Ø 43 mm / Posteriore: Forcellone oscillante a doppio braccio in alluminio, direttamente collegato all'ammortizzatore centrale WAD, precarico molla regolabile idraulicamente, ammortizzatore a stadi regolabile | Anteriore: Forcella telescopica a steli rovesciati, Ø 43 mm / Posteriore: Forcellone oscillante a doppio braccio in alluminio, direttamente collegato all'ammortizzatore centrale WAD, precarico molla regolabile idraulicamente, ammortizzatore a stadi regolabile | Anteriore: Forcella telescopica a steli rovesciati, Ø 43 mm / Posteriore: Forcellone oscillante a doppio braccio in alluminio, direttamente collegato all'ammortizzatore centrale WAD, precarico molla regolabile idraulicamente, ammortizzatore a stadi regolabile |
| Freni | Anteriore: Freno a doppio disco flottante, Ø 305 mm, pinze flottanti a 2 pistoncini / Posteriore: Disco singolo (Ø 265 mm), pinza flottante a 1 pistoncino | Anteriore: Freno a doppio disco flottante, Ø 305 mm, pinze flottanti a 2 pistoncini / Posteriore: Disco singolo (Ø 265 mm), pinza flottante a 1 pistoncino | Anteriore: Freno a doppio disco flottante, Ø 305 mm, pinze flottanti a 2 pistoncini / Posteriore: Disco singolo (Ø 265 mm), pinza flottante a 1 pistoncino | Anteriore: Freno a doppio disco flottante, Ø 305 mm, pinze flottanti a 2 pistoncini / Posteriore: Disco singolo (Ø 265 mm), pinza flottante a 1 pistoncino | Anteriore: Freno a doppio disco flottante, Ø 305 mm, pinze flottanti a 2 pistoncini / Posteriore: Disco singolo (Ø 265 mm), pinza flottante a 1 pistoncino |
| Pneumatici | Anteriore: 90/90 R21 Posteriore: 150/70 R17 | Anteriore: 90/90 R21 Posteriore: 150/70 R17 | Anteriore: 90/90 R21 Posteriore: 150/70 R17 | Anteriore: 90/90 R21 Posteriore: 150/70 R17 | Anteriore: 90/90 R21 Posteriore: 150/70 R17 |
| Prestazioni dichiarate | | | | | |
| Consumo | 4,2L per 100Km (secondo il WMTC) | 4,2L per 100Km (secondo il WMTC) | 4,2L per 100Km (secondo il WMTC) | 4,2L per 100Km (secondo il WMTC) | 4,2L per 100Km (secondo il WMTC) |
| Fonte dei dati: https://www.bmw-motorrad.it/it/models/adventure/f850gs-adventure/technicaldata.html#/section-equipaggiamento | | | | | |